# Орпи, Хуан
Хоан Орпи-и-дель-Поу (также Хуан Орпин, Хуан Урпин, исп. Joan Orpí i del Pou; 1593, Пьера — 1645, Барселона, Венесуэла) — испанский конкистадор, исследователь Венесуэлы, основатель Новой Барселоны и правитель провинции Новая Каталония (1633—1654).

## Биография
В 1623 году Орпи прибыл из Каталонии в прибрежный венесуэльский городок Арайя. В 1624 году губернатор Новой Андалусии Диего де Арройо Даса назначил его генерал-лейтенантом провинции, эту должность он занимал до 1627 года. В том же году Орпи получил от Королевской аудиенсии в Санто-Доминго степень доктора права и стал законным представителем Аудиенсии в Каракасе.
В 1631 году Орпи переехал в Санто-Доминго, где были обеспокоены трения в отношениях между провинциями Венесуэла (с центров в Каракасе) и Новая Андалусия (с центром в Кумана). Орпи вызвался возглавить экспедицию, чтобы закрепить территорию между реками Унаре и Невери, населённую индейцами каманагото, и получил королевскую привилегию на это, несмотря на противодействие со стороны других желающих. Экспедиция началась в 1632 году, но была прервана из-за отмены привилегии, и Орпи был вынужден отправиться в суд при Совете Индий, чтобы восстановить её. Экспедицию удалось возобновить лишь в 1636 году.
Вторая экспедиция была начата в 1637 году, и Орпи основал город Новая Барселона (Nueva Barcelona del Cerro Santo) в феврале 1638 года. Новая Барселона стала столицей провинции Новая Каталония, образованной во главе с Орпи в 1633 году и тянувшейся вдоль побережья от Сан-Фелипе-де-Аустрия (Кариако) до мыса Кодера и вниз к реке Ориноко. После его смерти в 1645 году провинция в скором времени была присоединена к Новой Андалусии (1654).